# Rooms-katholieke begraafplaats Montfoort
Rooms-katholieke begraafplaats Montfoort is een begraafplaats aan de N228 in Montfoort. De ingang bevindt zich aan de Lodewijkstraat.
De begraafplaats is in 1904 aangelegd en is omgeven door een bakstenen muur. Op het kruispunt van de hoofdpaden ligt een priestergraf waarin een aantal pastoors uit Montfoort zijn begraven. Aan de oostzijde staat een baarhuisje. Ook bevindt zich een urnenmuur op deze begraafplaats. Deze is enigszins afgescheiden van de rest van de begraafplaats.

## Afbeeldingen

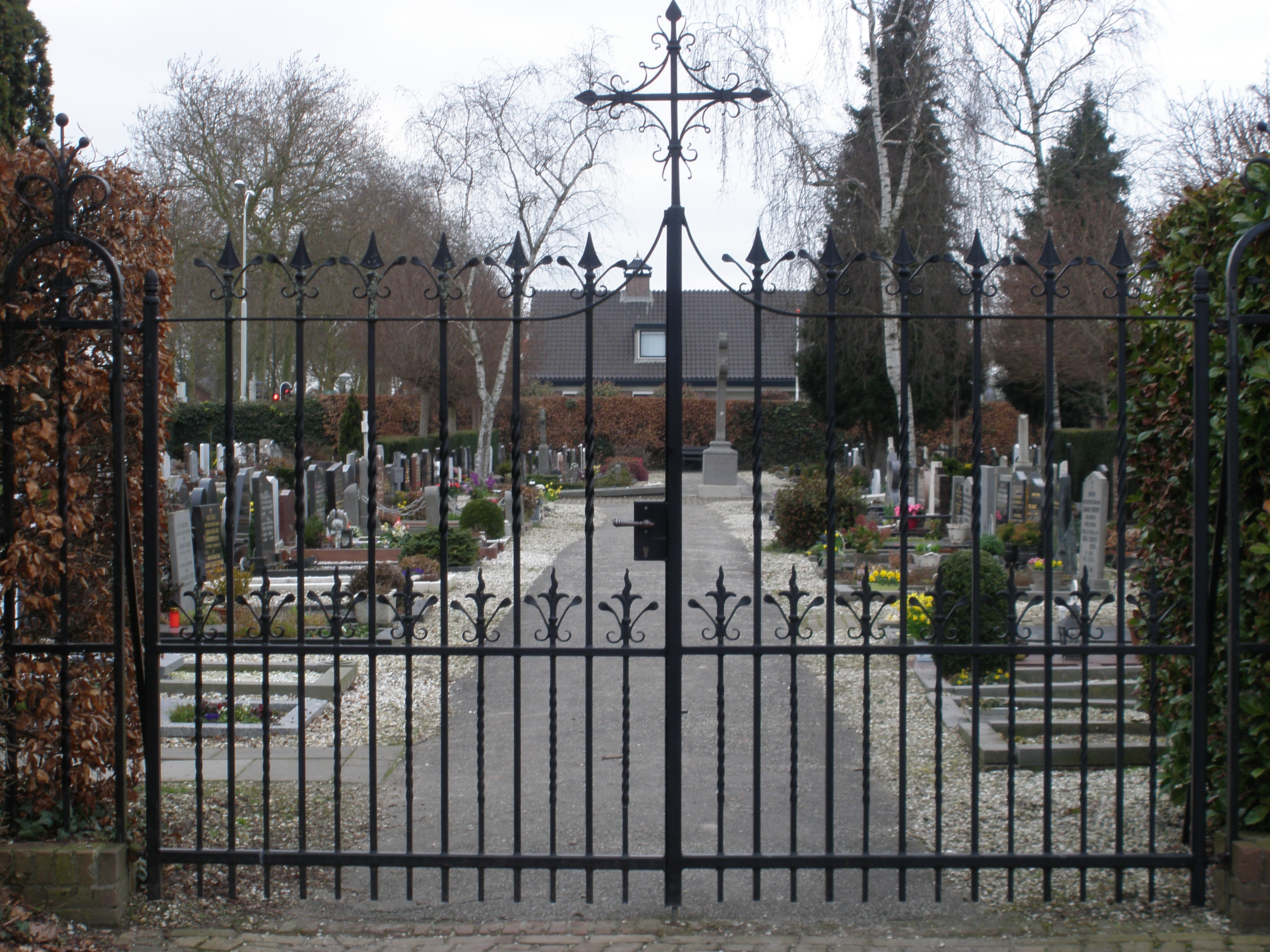
Toegangshek
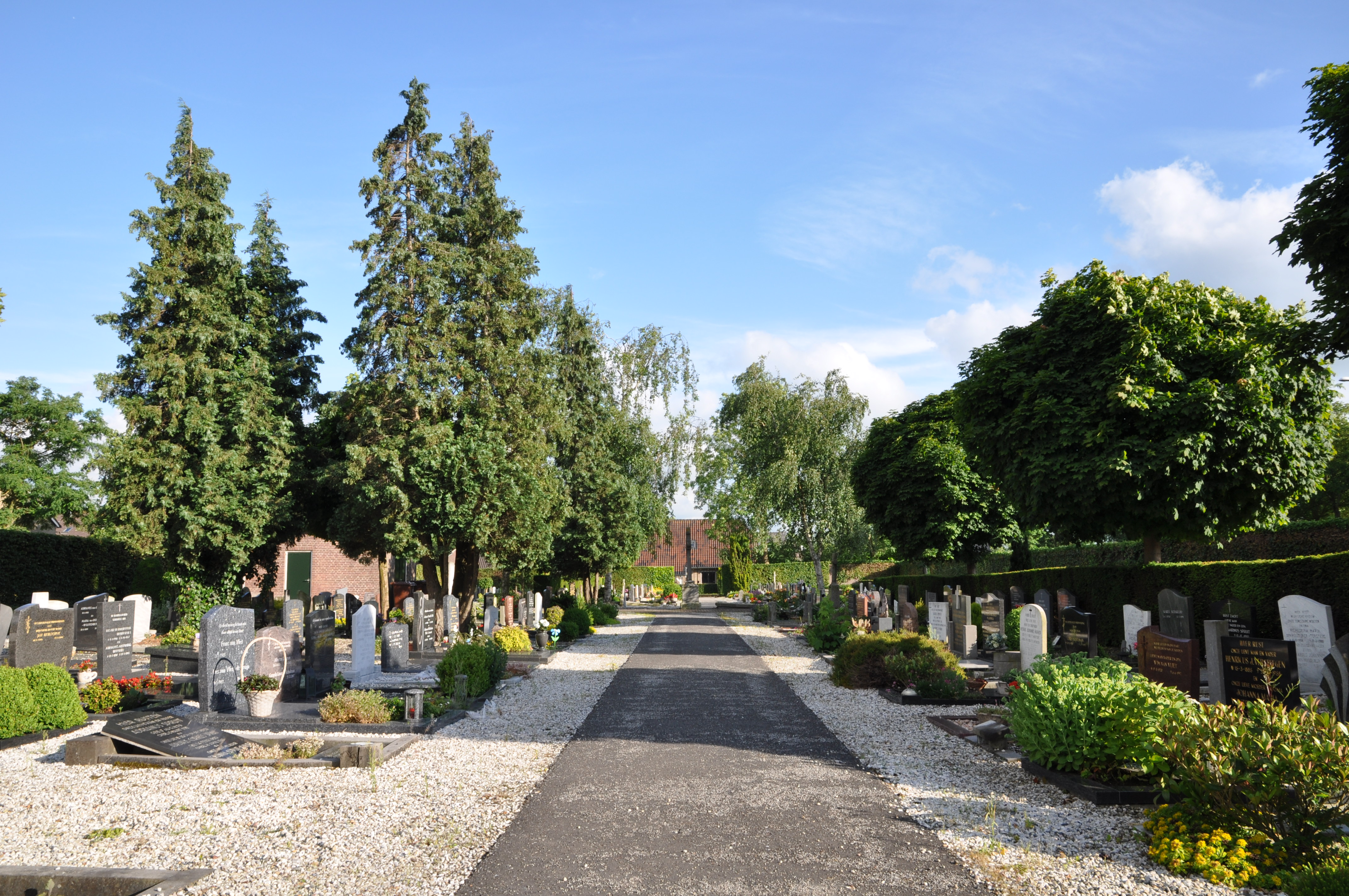
Hoofdpad
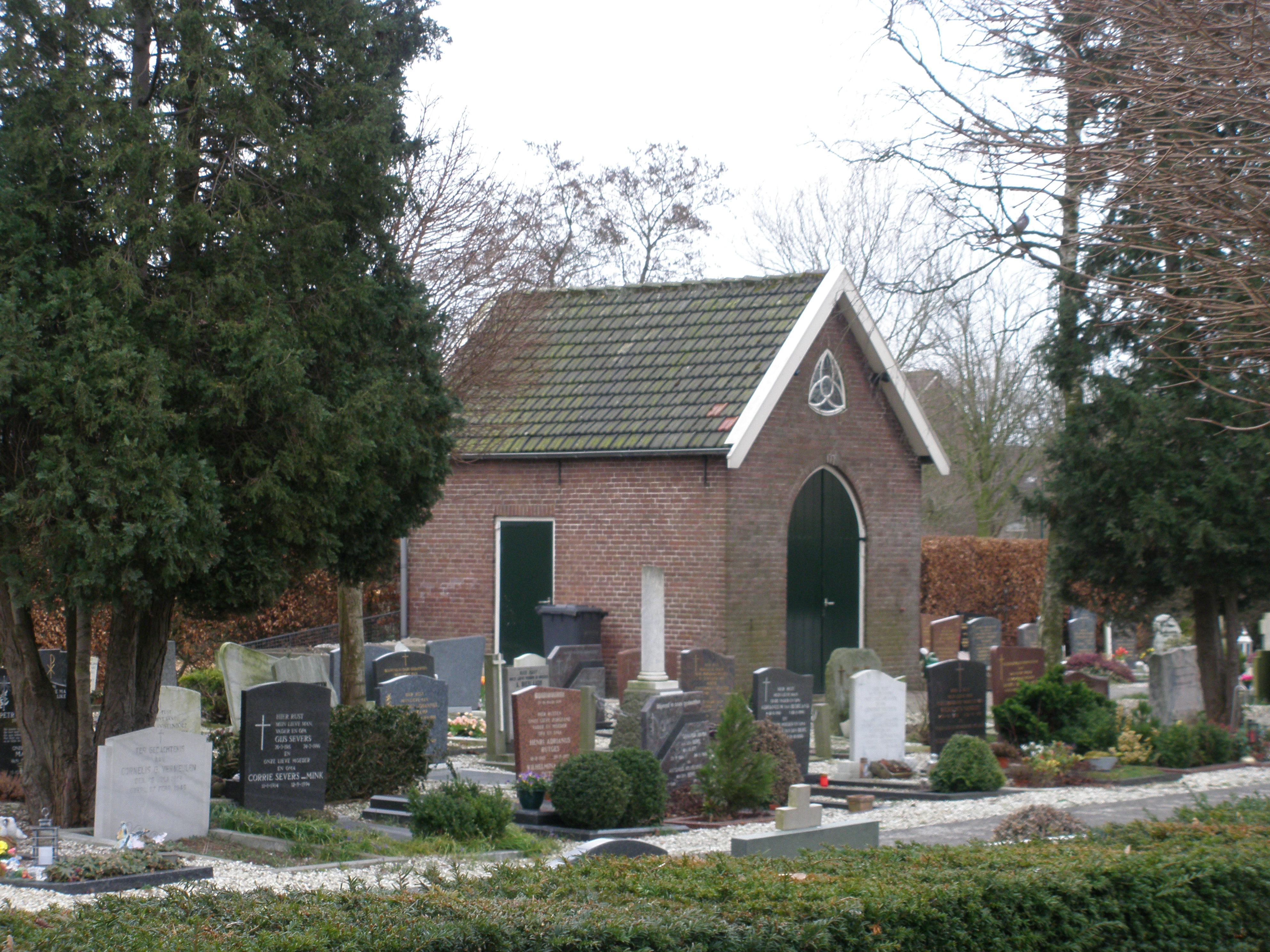
Baarhuisje
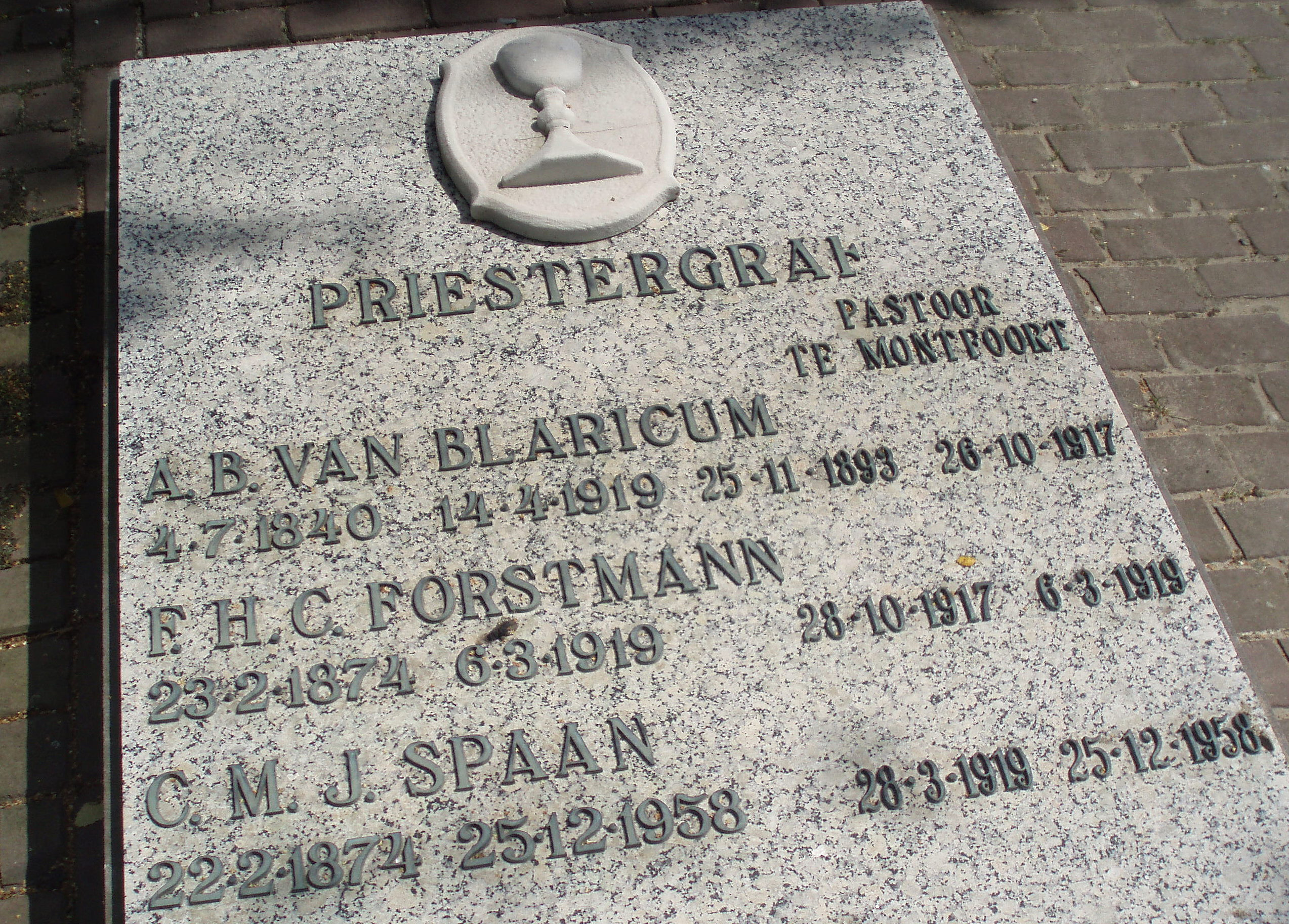
Priestergraf
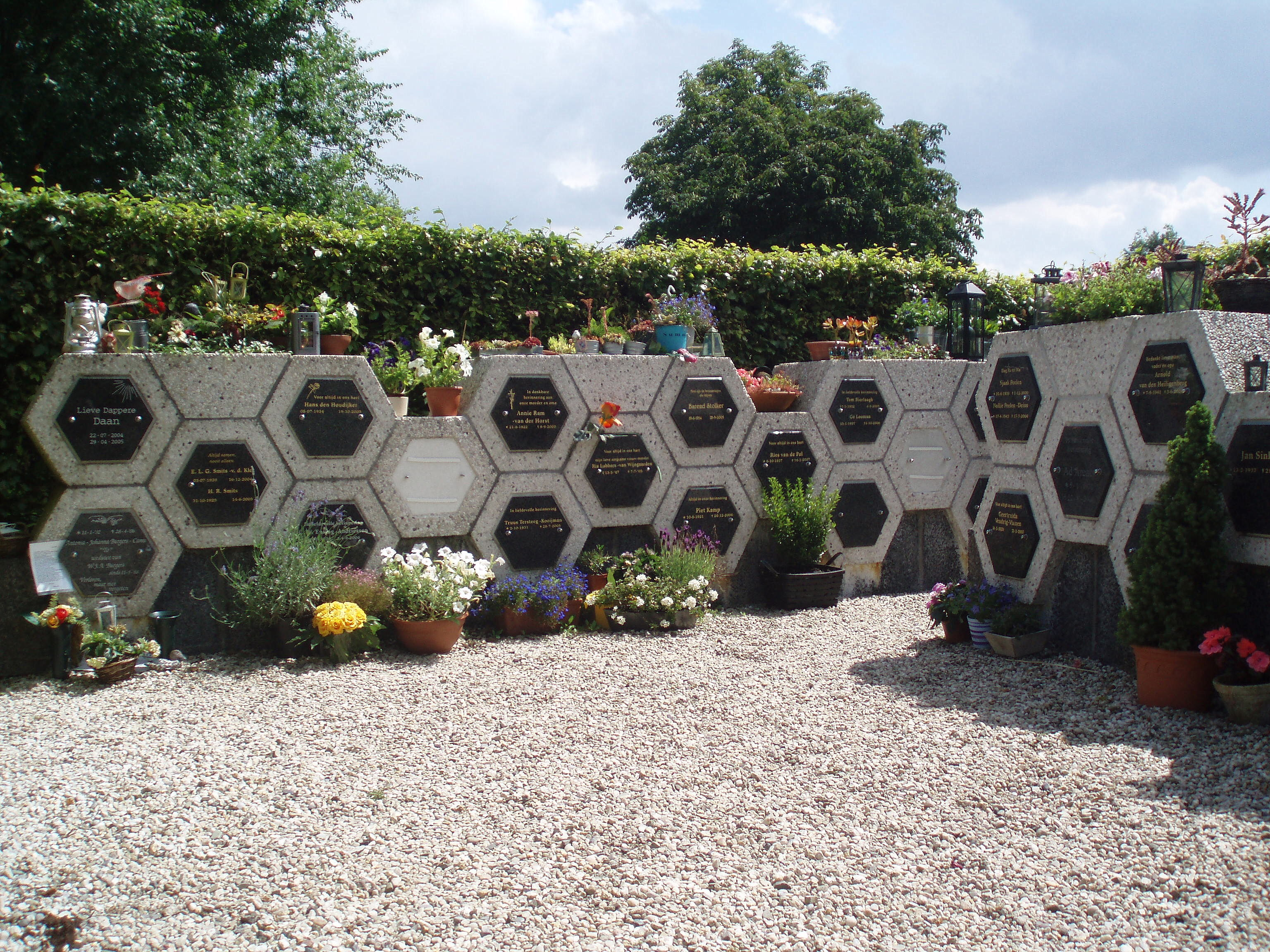
Urnenmuur

Algemene Begraafplaats Montfoort · Nieuwe Algemene Begraafplaats De Stuivenberg · Begraafplaats Nieuwe Zandweg · Rooms-katholieke begraafplaats Montfoort